# Comuna de Grabów nad Pilicą
Grabów nad Pilicą (polaco: Gmina Grabów nad Pilicą) é uma gminy (comuna) na Polónia, na voivodia de Mazóvia e no condado de Kozienicki.
De acordo com os censos de 2004, a comuna tem 3800 habitantes, com uma densidade 30,4 hab/km².

## Área
Estende-se por uma área de 125 km², incluindo:
- área agricola: 51%
- área florestal: 49%

## Subdivisões
- Augustów, Broncin, Brzozówka, Budy Augustowskie, Celinów, Cychrowska Wola, Czerwonka, Dąbrówki, Dziecinów, Edwardów, Grabina, Grabów nad Pilicą, Grabów Nowy, Grabowska Wola, Koziołek, Kępa Niemojewska, Lipinki, Łękawica, Nowa Wola, Paprotnia, Strzyżyna, Tomczyn, Utniki, Wyborów, Zakrzew, Zwierzyniec.

## Comunas vizinhas
- Warka, Magnuszew, Głowaczów, Stromiec